# Выборный, Анатолий Борисович
Анато́лий Бори́сович Вы́борный (род. 8 июня 1965, Шепетовка, Хмельницкая область, Украинская ССР, СССР) — российский политик, депутат Государственной Думы VI, VII и VIII созывов от «Единой России», заместитель Председателя Комитета Государственной Думы по безопасности и противодействию коррупции, председатель Постоянной комиссии Парламентской Ассамблеи Организации Договора о коллективной безопасности по вопросам обороны и безопасности.
За нарушение территориальной целостности Украины во время российско-украинской войны находится под персональными международными санкциями всех стран Европейского союза, Великобритании, США, Канады, Швейцарии, Австралии, Японии, Украины, Новой Зеландии.

## Биография
Анатолий Борисович родился 8 июня 1965 в Шепетовке Украинской ССР.
В 1988 году окончил Львовское высшее военно-политическое училище, в 1994 г. — Московскую государственную юридическую академию.
В 1991—2003 годах — следователь военной прокуратуры гарнизона, следователь по особо важным делам, заместитель начальника отдела — старший военный прокурор 6-го управления Главной военной прокуратуры.
В 2003—2010 годах — главный советник департамента по взаимодействию с правоохранительными органами аппарата полномочного представителя президента в Центральном федеральном округе. В 2010 году — заместитель начальника департамента по вопросам профилактики и противодействия коррупции Управления Президента Российской Федерации по вопросам государственной службы и кадров.
С 2011 года — Председатель подкомитета по антикризисному управлению Комитета Торгово-промышленной палаты РФ по безопасности предпринимательской деятельности, а с декабря 2012 года — председатель этого Комитета. С 4 декабря 2011 года по 4 октября 2016 — депутат Госдумы VI созыва, заместитель Председателя Комитета Государственной Думы по безопасности и противодействию коррупции.
В 2016 году участвовал в праймериз Единой России перед выборами в Госдуму и занял первое место по 210-му одномандатному Чертановскому избирательному округу в Москве. На портале «Демократор» была размещена петиция против выдвижения А. Выборного, которую поддержали более тысячи пользователей. Тем не менее Выборный стал депутатом Госдумы VII созыва и заместителем Председателя Комитета Государственной Думы по безопасности и противодействию коррупции.
19 сентября 2021 г. избран депутатом Государственной Думы Федерального Собрания Российской Федерации VIII созыва в составе федерального списка кандидатов, выдвинутого Всероссийской политической партией «ЕДИНАЯ РОССИЯ». Спустя несколько дней после полномасштабного российского вторжения на территорию Украины в ходе российско-украинской войны заявил об украинцах: «Нацисты, фашисты и террористы убивают, насилую и сжигают заживо мирных граждан. Мы призывали европейские и международные организации отреагировать на нарушения прав человека на Украине».

## Председательства
- Председатель Постоянной комиссии Парламентской Ассамблеи Организации Договора о коллективной безопасности по вопросам обороны и безопасности[5].
- Председатель Комитета Торгово-промышленной палаты Российской Федерации по безопасности предпринимательской деятельности.[источник не указан 935 дней]
- Руководитель рабочей группы по анализу и совершенствованию законодательства в сфере контроля за оборотом оружия и частной охранной деятельности (на базе комитета Государственной Думы по безопасности и противодействию коррупции)[источник не указан 935 дней]
- Руководитель Экспертной комиссии в сфере противодействия коррупции Экспертного совета Комитета Государственной Думы по безопасности и противодействию коррупции[источник не указан 935 дней]

## Членства
- Член Комиссии Государственной Думы по рассмотрению расходов федерального бюджета, направленных на обеспечение национальной обороны, национальной безопасности и правоохранительной деятельности.[источник не указан 935 дней]
- Член Комиссии Государственной Думы по вопросам контроля за достоверностью сведений о доходах, об имуществе и обязательствах имущественного характера, представляемых депутатами Государственной Думы, мандатным вопросам и вопросам депутатской этики.[источник не указан 935 дней]
- Член рабочей группы Госдумы для проработки предложений, касающихся защиты прав участников долевого строительства  [источник не указан 935 дней]
- Член Комиссии Генеральной прокуратуры Российской Федерации по предварительному рассмотрению кандидатур на должность прокуроров субъектов Российской Федерации, приравненных к ним прокуроров и продлению их полномочий.[источник не указан 935 дней]
- Член рабочей группы президиума Совета при Президенте Российской Федерации по противодействию коррупции по взаимодействию со структурами гражданского общества.[источник не указан 935 дней]
- Член межведомственной рабочей группы по вопросам реализации мероприятий, связанных с взаимодействием с ГРЕКО[источник не указан 935 дней]
- Член Государственной пограничной комиссии.[источник не указан 935 дней]
- Член Координационного совета по вопросам частной охранной деятельности при Федеральной службе войск национальной гвардии Российской Федерации.[источник не указан 935 дней]

Выборный является государственным советником Российской Федерации 2 класса, полковником юстиции запаса. Курирует в ГД ФС РФ разработку проектов федеральных законов о правовом регулировании: - противодействия коррупции; - прокуратуры Российской Федерации; - Федеральной службы безопасности Российской Федерации (включая вопросы борьбы с терроризмом и обеспечения безопасности госграницы); - Федеральной службы судебных приставов и исполнительного производства.

## Законотворческая деятельность

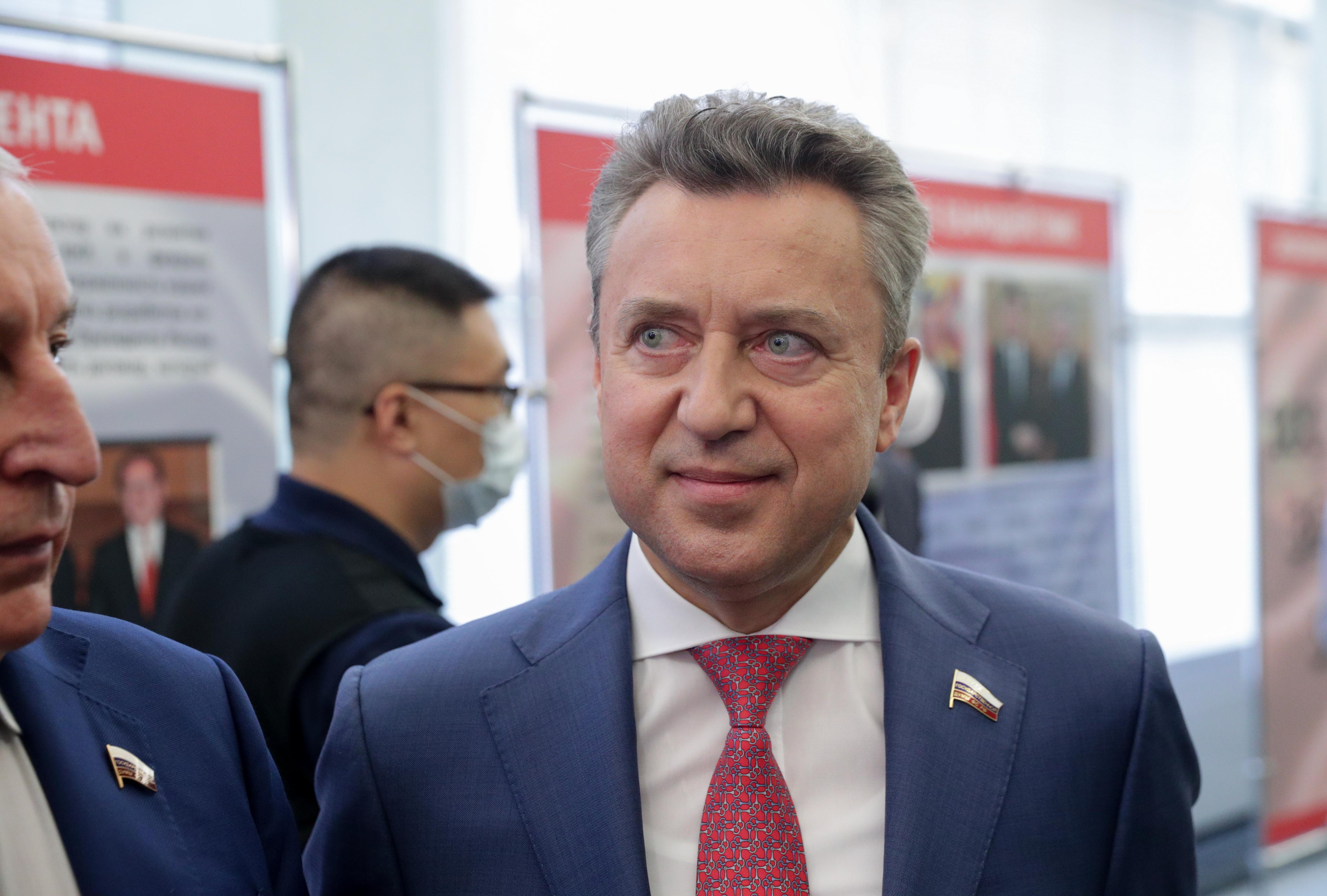
2021 год

С 2011 по 2020 год, в течение исполнения полномочий депутата Государственной Думы VI и VII созывов, выступил автором или соавтором 291 законодательной инициативы и поправки к проектам федеральных законов. Автор просветительского проекта «Закон на Вашей стороне» и молодежного дискуссионного клуба «Парламентская пятница» для школьников и студентов.
В марте 2017 года разрабатывал закон о патриотическом воспитании.
В 2019 году предложил увеличить в 20 раз штраф за оскорбление власти и отметил: «Штраф в 500 рублей, 1000 рублей ничего не значит для многих граждан. Но, если человек заплатил 100 000 рублей, он будет это помнить всю оставшуюся жизнь». В 2022 году Выборный продвигал закон по расширению прав полицейских на вторжение в личное жилище граждан.

## Санкции
Из-за нарушения территориальной целостности и независимости Украины во время российско-украинской войны находится под персональными международными санкциями разных стран.
23 февраля 2022 года внесён в санкционные списки стран Евросоюза за действия и политику, которые подрывают территориальную целостность, суверенитет и независимость Украины и ещё больше дестабилизируют Украину.
24 февраля 2022 года включён в санкционный список Канады «близких соратников режима» за голосование о признании независимости «так называемых республик в Донецке и Луганске».
24 марта 2022 года, на фоне вторжения России на Украину, включён в санкционный список США за «соучастие в войне Путина» и «поддержку усилий Кремля по вторжению в Украину», Госдеп США заявил что депутаты Госдумы используют свои полномочия для преследования инакомыслящих и политических оппонентов, нарушают свободу информации, ограничивают права человека и основные свободы граждан России.
По аналогичным основаниям с 25 февраля 2022 года находится под санкциями Швейцарии. С 26 февраля 2022 года находится под санкциями Австралии. С 11 марта 2022 года находится под санкциями Великобритании. С 12 апреля 2022 под персональными санкциями Японии. Указом президента Украины Владимира Зеленского с 7 сентября 2022 года находится под санкциями Украины. С 12 октября 2022 года находится под санкциями Новой Зеландии.

## Семья, собственность и доходы
Супруга — Светлана, работает наёмным менеджером. Есть два сына — младший Виталий, и старший Александр.
Брат — Владимир Борисович Выборный, проживает на Украине. Двоюродный брат — Николай Кондрацкий, подполковник ВСУ.
По официальным данным за 2013 год Выборный получил доход в размере 2 852 709 руб., его супруга — 40 103 809 руб.
Супруга, согласно декларации Анатолия Борисовича, владела 500-метровой виллой в городке Доброта на восточном побережье Которского залива в Черногории, а перед участием Анатолия Борисовича в праймериз «Единой России», по правилам которых нельзя иметь зарубежную недвижимость, он переписал дом на их сына.

## Награды
- Медаль «За укрепление парламентского сотрудничества в ОДКБ» (медаль Парламентской ассамблеи ОДКБ) (2021)
- Медаль ордена «За заслуги перед Отечеством» II степени (11 июня 2016) — за активную законотворческую деятельность и многолетнюю добросовестную работу[25]
- Медали «За отличие в военной службе» II и III степени
- Благодарность от Верховного Главнокомандующего Вооруженными Силами России
- Благодарность Президента Российской Федерации (9 октября 2014) — за заслуги в укреплении законности, активную законотворческую деятельность и многолетнюю добросовестную работу[26].
- Знак отличия Главной военной прокуратуры «За службу в военной прокуратуре»
- Звание «Ветеран военной службы»
- Почетная грамота Генеральной прокуратуры Российской Федерации
- Почетный знак Торгово-промышленной палаты Российской Федерации
- Медаль «В память 850-летия Москвы»
- Медаль «70 лет Великой Победы»
- Медаль «70 лет освобождения Республики Беларусь от немецко-фашистских захватчиков»
- Медаль «За заслуги» (медаль ФССП России)
- Медаль «80 лет прокуратуре города Москвы» (медаль прокуратуры города Москвы)
- Медаль «За содружество во имя спасения» (медаль МЧС России)
- Медаль «20 лет Договору о коллективной безопасности»
- Медаль «290 лет прокуратуре России» (медаль Генеральной прокуратуры Российской Федерации)
- Медаль «За взаимодействие» (медаль Генеральной прокуратуры Российской Федерации)
- Медаль «За боевое содружество» (медаль МВД России)
- Медаль «70 лет Победы в Освободительной войне 1945 года»
- Медаль «Медаль Руденко» (медаль Генеральной прокуратуры Российской Федерации)
- Почетная грамота Государственной Думы Федерального Собрания Российской Федерации
- Почетный знак Государственной Думы ФС РФ «За заслуги в развитии парламентаризма»